# Chonburi FC
Chonburi FC (Thai: สโมสรฟุตบอลชลบุรี) is een Thaise voetbalclub uit de stad Chonburi. De club werd opgericht in 1997. Het grootste succes behaalde Chonburi precies een decennium na de oprichting. In 2007 werd het team kampioen van Thailand.
Chonburi heeft twee grote rivalen, namelijk Pattaya United FC en Sriracha FC, die ook in de provincie Chonburi liggen.
De bijnaam van het team is 'de haaien', terwijl de supporters zich 'Blue Blood' noemen.
Chonburi wordt onder andere gesponsord door wereldmacht Coca-Cola en Thai AirAsia.

## Geschiedenis
In de eerste jaren was het team een onderdeel van een universiteit. Het participeerde dan in the Football Cup. Later fuseerde het team met Sannibat-Samutprakan, waardoor het ging spelen onder de naam Chonburi-Sannibat-Samutprakan. In 2002 klom het op naar de provinciale reeksen van Thailand, nadat het scheidde van Sannibat-Samutprakan. In 2005 won het de provinciale competitie, waarna het promoveerde naar de Thai Premier League. Het team eindigde in zijn debuutseizoen knap 8ste.
Het daaropvolgende jaar werd hét succesjaar voor Chonburi, want het speelde voor de eerste maal kampioen. Dit succesjaar werd nooit meer herhaald, maar Chonburi bouwde wel de status uit van een topclub in Thailand. De drie daaropvolgende seizoenen eindigde het telkens in de top drie. Het won in 2008 en 2009 tevens de Beker van Thailand.

## Trainers
| Naam                            | Nationaliteit         | Van  | Tot  |
| ------------------------------- | --------------------- | ---- | ---- |
| Witthaya Laohakul               | Thailand              | 2004 | 2006 |
| Jadet Meelarp                   | Thailand              | 2007 | 2008 |
| Kiatisuk Senamuang              | Thailand              | 2009 | 2009 |
| Jadet Meelarp                   | Thailand              | 2010 | 2011 |
| Witthaya Laohakul               | Thailand              | 2011 | 2013 |
| Masahiro Wada                   | Japan                 | 2014 | 2014 |
| Jadet Meelarp                   | Thailand              | 2015 | 2015 |
| Therdsak Chaiman                | Thailand              | 2016 | 2017 |
| Goran Barjaktarević             | Bosnië en Herzegovina | 2018 | 2018 |
| Jukkapant Punpee                | Thailand              | 2018 | 2019 |
| Sasom Pobprasert                | Thailand              | 2019 | 2023 |
| Adul Lahsoh                     | Thailand              | 2023 | 2023 |
| Makoto Teguramori               | Japan                 | 2023 | 2023 |
| Witthaya Laohakul               | Thailand              | 2023 | 2024 |
| Pipob On-Mo                     | Thailand              | 2024 | 2024 |
| Sinthaweechai Hathairattanakool | Thailand              | 2024 | 2024 |
| Thawatchai Damrong-Ongtrakul    | Thailand              | 2024 | 2025 |
| Teerasak Po-on                  | Thailand              | 2025 |      |

## Palmares
- Thai Premier League/Thai League 1
  - Winnaar (1) : 2008

- Beker van Thailand
  - Winnaar (1) : 2010

- Kor Royal Cup
  - Winnaar (3) : 2008, 2009, 2011

- Thai League 2
  - Winnaar (1) : 2024/25

- Singapore Cup
  - Finalist (1) : 2006

## Bekende (oud-)spelers
- Irfan Bachdim
- Oege-Sietse van Lingen
- Kafoumba Coulibaly
- Yoshiaki Maruyama
- Derley
- Jefferson Tabinas

Ayutthaya United ·
Bangkok United ·
BG Pathum United ·
Buriram United ·
Chiangrai United ·
Chonburi FC ·
Kanchanaburi Power FC ·
Lamphun Warriors FC ·
Muangthong United ·
Nakhon Ratchasima FC ·
Port FC · 
PT Prachuap FC ·
Ratchaburi FC ·
Sukhothai FC ·
Rayong FC ·
Uthai Thani FC ·